# Штейнберг, Лев Петрович
Лев Петрович Штейнберг (3 [15] сентября 1870, Екатеринослав, Российская империя — 16 января 1945, Москва, СССР) — советский, российский и украинский дирижёр, композитор, педагог. Народный артист СССР (1937). Герой Труда (1923).

## Биография
Родился 3 (15) сентября 1870 года в Екатеринославе (ныне Днепр, Украина).
В 1893 году окончил Санкт-Петербургскую консерваторию. Проходил курс фортепиано у А. Г. Рубинштейна и К. К. Фан-Арка, по классу теории композиции у Н. Ф. Соловьёва (ранее занимался у Н. А. Римского-Корсакова), по гармонии — у А. К. Лядова.
В 1892 году, во время традиционных летних симфонических концертов в Друскининкае Гродненской губернии состоялся его дирижёрский дебют.
В 1899 году — в Санкт-Петербурге, дирижировал операми в Зале Кононова, Мариинском театре. Работал как симфонический, а также оперный дирижёр в театрах Москвы (1902), Саратова (1903), Харькова (1910—1913), Киева (1911—1914) и других городов.
В 1914 году по приглашению С. П. Дягилева выступал в «Русских сезонах» за границей (Париж и Лондон). Позже выступал в Берне, Дрездене, Лейпциге, Берлине.

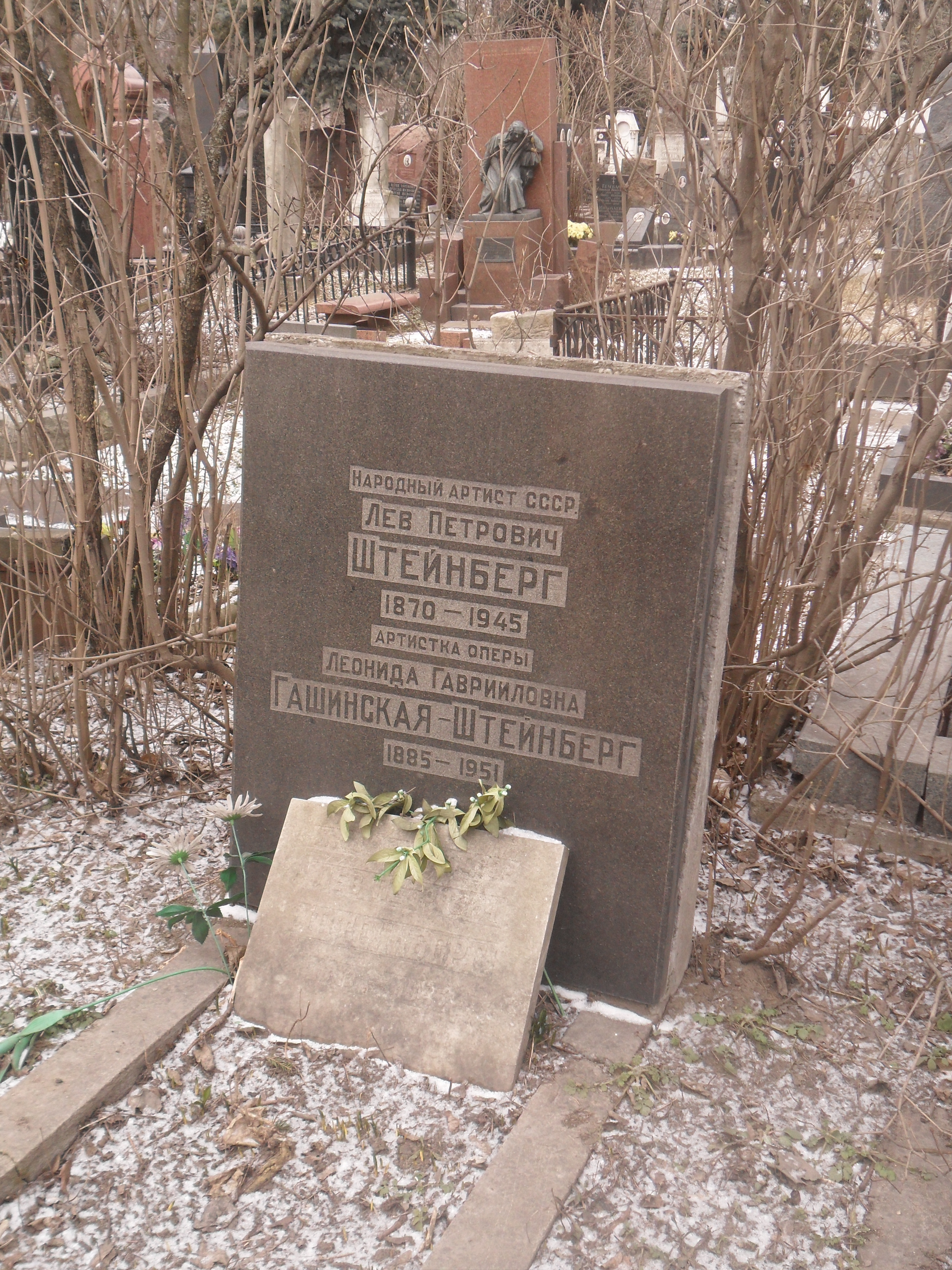
Могила Штейнберга на Новодевичьем кладбище Москвы.

После революции, в 1917—1924 годах работал в театрах Киева (ныне Киевский театр оперы и балета им. Т. Шевченко), в 1924—1926 — в Украинской государственной столичной опере (ныне Харьковский театр оперы и балета имени Н. В. Лысенко), в 1926—1928 — в Свердловском государственном оперном театре им. А. В. Луначарского (ныне Екатеринбургский театр оперы и балета) и в Баку. Участвовал в организации театров и филармоний Киева и Одессы.
С 1928 года жил в Москве. В 1928—1941 и 1943—1945 годах — дирижёр Большого театра и художественный руководитель симфонического оркестра Центрального дома Красной Армии.
Среди осуществлённых записей — первая в истории полная версия «Царской невесты» Н. А. Римского-Корсакова.
В 1937−1938 годах преподавал дирижирование в Московской консерватории (профессор).
В 1943 году возглавил созданный Симфонический оркестр Московской областной филармонии, которым руководил до конца жизни.
Скончался 16 января 1945 года в Москве. Похоронен на Новодевичьем кладбище.

### Семья
- Жена — Леонида Гавриловна Гашинская-Штейнберг (1885—1951), певица (сопрано).

## Награды и звания
- Герой Труда (1923)
- Народный артист Украинской ССР (1923)[2]
- Народный артист РСФСР (1934)
- Народный артист СССР (02.06.1937)
- Орден Трудового Красного Знамени (02.06.1937) — за выдающиеся заслуги в деле развития оперного и балетного искусства
- Медаль «За оборону Москвы».

## Постановки опер
- 1899 — «Русалка» А. С. Даргомыжского (Зал Кононова, Санкт-Петербург)
- 1899 — «Кузнец Вакула» Н. Ф. Соловьева (Зал Кононова, Санкт-Петербург)
- 1899 — «Валькирия» Р. Вагнера (Мариинский театр, Санкт-Петербург)
- 1899 — «Аида» Дж. Верди (Мариинский театр, Санкт-Петербург)
- 1899 — «Пиковая дама» П. И. Чайковского (Мариинский театр, Санкт-Петербург)
- 1903 — «Чародейка» П. И. Чайковского (Саратов)
- «Майская ночь» Н. А. Римского-Корсакова (Лондон, с участием Ф. И. Шаляпина)
- «Князь Игорь» А. П. Бородина (Лондон, участием Ф. И. Шаляпина).
- 1924 — «Тарас Бульба» Н. В. Лысенко (Харьковский театр оперы и балета)
- 1929 — «Нюрнбергские мейстерзингеры» Р. Вагнера
- 1931 — «Турандот» Дж. Пуччини
- 1937 — «Царская невеста» Н. А. Римского-Корсакова
- 1944 — «Русалка» А. С. Даргомыжского
- «Мазепа» П. И. Чайковского
- «Хованщина» М. П. Мусоргского
- «Демон» А. Г. Рубинштейна
- «Алмаст» А. А. Спендиарова
- «Севильский цирюльник» Дж. Россини
- «Кармен» Ж. Бизе
- «Богема» Дж. Пуччини
- «Псковитянка» Н. А. Римского-Корсакова
- «Лоэнгрин» Р. Вагнера

## Сочинения
- опера «Девять дней, которые потрясли мир»
- балет «Мирра» (1924, Харьковский театр оперы и балета)
- симфоническая сюита «Восточные картины» (1941)
- музыкальная хроника «Джон Рид» (1932)
- для солистов, хора и оркестра — кантаты «Самсон» (1892), «Торжественная» («Октябрь 1917 года», сл. И. Ж. Руля, 1923)
- симфоническая картина для хора с оркестром «Красная площадь» (1934)
- для оркестра — 4 симфонии (1906, 1916, 1920, ?)
- симфоническая поэма «Лес спит» (1912)
- симфонические картины — «Мелюзина» (1901), «Украина» (1925)
- концерт для скрипки с оркестром (1923) и др.